# Steineria polychaeta
Steineria polychaeta är en rundmaskart som först beskrevs av Steiner 1915.  Steineria polychaeta ingår i släktet Steineria och familjen Monhysteridae. Inga underarter finns listade i Catalogue of Life.